# Pedro Pablo Díaz
Pedro Pablo Díaz Castro (Chillán, Chile, 24 de mayo de 1961) es un exfutbolista chileno, jugaba de delantero por el sector izquierdo.

## Trayectoria
Comenzó a jugar en el equipo Deportivo Unión de Chillán, hasta que Hernán Clavito Godoy lo llevó al Club Deportivo Ñublense donde hizo infantiles y juveniles.
En 1978 debutó profesionalmente, logrando el subcampeonato de Segunda División.
En 1983 arriba al club Everton de Viña del Mar, donde logra el título de la Copa Chile en 1984 y el subcampeonato de Primera División en 1985.
En 1987 llega a Universidad de Chile. 
En 1988 juega en Deportes Concepción. 
En 1989 vuelve al Club Universidad de Chile, donde consigue el título de Segunda División.
En 1990 es trasferido al Alicante Club de Fútbol de España.
En 1991 retorna a Everton de Viña del Mar donde es figura. Entre 1993 y 1998 jugó en variados equipos hasta su retiro en 1999 en el club de sus inicios, Ñublense.
Ya retirado como futbolista, fue director técnico de Ñublense el año 2003.
Actualmente imparte clases de fútbol en la Universidad de Concepción sede Chillán.

## Estadísticas

### Clubes
| Club                 | País  | Año       |
| -------------------- | ----- | --------- |
| Ñublense             | Chile | 1978-1982 |
| Everton              | Chile | 1983-1986 |
| Universidad de Chile | Chile | 1987      |
| Deportes Concepción  | Chile | 1988      |
| Universidad de Chile | Chile | 1989      |
| Palestino            | Chile | 1990      |
| Everton              | Chile | 1991-1992 |
| Santiago Wanderers   | Chile | 1993      |
| Deportes Arica       | Chile | 1993      |
| Audax Italiano       | Chile | 1994      |
| Palestino            | Chile | 1995      |
| Deportes Concepción  | Chile | 1996      |
| San Luis             | Chile | 1997      |
| Ñublense             | Chile | 1998-1999 |

## Palmarés

### Títulos nacionales
| Título           | Club                 | País  | Año  |
| ---------------- | -------------------- | ----- | ---- |
| Copa Chile       | Everton              | Chile | 1984 |
| Segunda División | Universidad de Chile | Chile | 1989 |